# 남명혁
남명혁(南明赫, 1802년 ~ 1839년 5월 24일)은 조선의 천주교 박해 때에 순교한 한국 천주교의 103위 성인 중에 한 사람이다. 세례명은 다미아노(Damianus)이다.

## 생애
남명혁은 1802년에 한양에 있는 유명한 한 양반 집안에서 태어났다. 그는 젊을 때, 불량한 친구들과 어울리며 방탕한 생활을 하였다. 그가 서른 살이 되었을 때, 천주교에 대하여 배웠고 그것을 따르기 시작했다. 청국인 사제 유방제 파치피코가 조선에 왔을 때, 남명혁은 그에게 세례를 받았다.
그는 교리 교사가 되었고 그의 집에서 사람들을 가르쳤다. 그는 이웃과 병자들을 돌보았으며 죽을 위험에 처한 이교도의 자녀가 세례를 받게끔 노력했다. 많은 사람들이 그를 존경했다. 하루는 어떤 사람이 그에게 영원한 삶에서는 그가 어떻게 불리기를 원하는지 물었다. "저는 순교자 남 다미아노와 성의회(聖衣會)의 일원으로 불렸으면 좋겠습니다."
1839년 초에 기해박해가 시작되었다. 한 심술궂은 예비 신자의 고발로 인해, 53 명의 신자가 노출되었는데, 특히 교리 교사들인 이광헌 아우구스티노와 남명혁 다미아노가 큰 위험에 처해 있었다. 즉시 그들은 그들의 가족들과 함께 체포되었다. 남명혁이 맡아 두고 있던 앵베르 주교의 제의 및 주교관 그리고 성무일도서가 포장의 손에 들어갔다.
남명혁은 주교의 물품으로 인해 더 격심하게 심문 받았다. 그는 포장에게 그 종교 물품은 그 프랑스인 선교사 주교의 것이 아니라 1801년에 순교한 주문모 신부의 것이라고 말했다. 포장은 남명혁이 거짓말을 하는 것을 알고 있었지만, 그의 말을 믿는 척했다. 왜냐하면, 그는 외국인을 체포 했을 때 일어날지도 모르는 가능한 문제의 규모에 대해서 내심 두려움을 갖고 있었기 때문이었다.
하지만, 포장은 다른 사람들을 위협하기 위해서 더 엄하게 남명혁을 문초했다. "너는 그릇된 증언을 하였다. 그 주교의 제의와 주교관은 완전히 새것이다. 어떻게 이것이 약 40년 전에 죽은 사람의 것이라고 말할 수 있느냐?"
또한 남명혁은 그의 종교를 부정하는 것과 다른 교우들의 이름을 누설하는 것을 거부하였으므로, 격심하게 고문 받았다. 그는 뼈가 부러졌고, 너무 심하게 얻어 맞아서 나흘간 의식을 잃었다. 그러나 그는 의식이 돌아오자 하느님께 감사 기도를 올렸다.
남명혁은 사형 선고를 받고서, 감옥에서 그의 아내에게 편지를 썼다.
| “ | 이 세상은 우리가 거쳐 가는 여관일 뿐입니다. 우리의 진짜 고향은 천국입니다. 저를 따라 순교자가 되십시오. 저는 우리가 끝없는 영광의 왕국에서 다시 뵐 수 있기를 바랍니다. | ” |

1839년 5월 24일 금요일, 남명혁은 서소문 밖으로 압송되어 여덟 명의 교우들과 함께 참수되었다. 그는 머리가 잘려 나갈 때까지 기도를 멈추지 않았다고 전해진다. 그가 영광스럽게 순교했을 때 그의 나이는 38세였다.

## 시복 · 시성
남명혁 다미아노는 1925년 7월 5일에 로마 성 베드로 광장에서 교황 비오 11세가 집전한 79위 시복식을 통해 복자 품에 올랐고, 1984년 5월 6일에 서울특별시 여의도에서 한국 천주교 창립 200주년을 기념하여 방한한 교황 요한 바오로 2세가 집전한 미사 중 이뤄진 103위 시성식을 통해 성인 품에 올랐다.

## 참고 문헌
- (영어) Catholic Bishop's Conference Of Korea. 103 Martryr Saints: 남명혁 다미아노 Damiano Nam Myong-hyog